# المتطوعين الأجانب

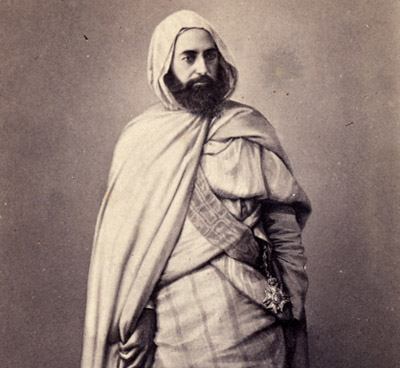
الأمير عبد القادر الجزائري، يرتدي وشاح وسام جوقة الشرف الذي قدمته إليه الحكومة الفرنسية. قام المسلمون الجزائريون المنفيون، إلى جانب 1000 من المتطوعين، بحماية معظم الدبلوماسيين، وآلاف المسيحيين خلال الحرب الأهلية في جبل لبنان عام 1860. حصل على أعلى ميداليات من الحكومات الأوروبية.

استخدمت القوات المسلحة للعديد من الدول، في وقت ما أو آخر، متطوعين أجانب بدوافع سياسية أو إيديولوجية أو اعتبارات أخرى للانضمام إلى جيش أجنبي. يمكن تشكيلها في وحدات من جنسية معينة أو يمكن تشكيلها في وحدات أجنبية مختلطة الجنسية. في بعض الأحيان كان المتطوعون الأجانب مدمجين في وحدات عادية. لهذه الممارسة تاريخ طويل، يعود تاريخها إلى ما لا يقل عن تاريخ الإمبراطورية الرومانية، التي جندت غير المواطنين في قوات احتياط حيث وعدوهم بتلقي الجنسية الرومانية لأنفسهم وذريتهم في نهاية خدمتهم. 

## الوحدات حسب الجنسية

### أمريكي
خلال الحربين العالميتين، خدم متطوعون أمريكيون في الجانب المتحالف قبل انضمام الولايات المتحدة إلى الحرب. خلال الحرب العالمية الأولى، كان هناك عدد قليل من الأميركيين الذين تطوعوا للخدمة في سلاح الطيران الإمبراطوري الألماني. 

### ألمانيا
- فيلق الملك الألماني في الحروب النابليونية
- في الحرب الأهلية الإسبانية، حارب جيش الكندور الذي ترعاه الدولة لصالح القوميين، بينما قاتلت كتيبة ثيلمان لصالح الجمهوريين.
- خلال الحرب الأهلية الأمريكية كانت ألمانيا مكان ميلاد الآلاف من جنود الاتحاد. توجد العديد من أفواج الناطقين بالألمانية مثل مشاة أوهايو التاسعة أو مشاة بنسلفانيا الـ 74.
- من عام 1991 إلى عام 1994، خلال حرب الاستقلال الكرواتية والحرب البوسنية، حارب عدد من أفراد الجيش الألماني السابق وألمانيا الشرقية على طول الكروات في لواء الملك توميسلاف. [3] المسؤول التنفيذي للواء في وقت اندلاع الحرب الكرواتية البوسنية كان ضابط سابق في الجيش الألماني يورغن شميدت، الذي توفي أثناء قيادته قواته ضد القوات البوسنية المسلمة بالقرب من غورني فاكوف، في يناير 1993. [4] في عمل آخر، قامت دورية تطوعية ألمانية، بقيادة عضو البرلمان الألماني السابق مايكل هومستر، بنصب كمين وقتل اثنين من الصرب الذين كانوا يحرسون مركز مراقبة.

### اليونانية
- الحرس التطوعي اليوناني، قاتل في الحرب البوسنية إلى جانب جيش جمهورية صرب البوسنة.

### الهند
- كان الفيلق الهندي الحر فيلق تطوعي مكون من أسرى حرب هنديين. كان الفيلق جزء من الفيرماخت، لكن تم نقله إلى فافن إس إس في أواخر الحرب.

### إسرائيل
- ماهال - برنامج لغير الإسرائيليين الذين تتراوح أعمارهم بين 18-24 عامًا للخدمة في الجيش الإسرائيلي.